# Reyhaneh Jabbari
Reyhaneh Jabbari  (en persa: ریحانه جباری‎;  cerca de 1988-25 de octubre de 2014) fue una mujer condenada a muerte por e asesinato de Morteza Abdolali Sarbandi en Irán. Estuvo en prisión desde 2007 hasta su ejecución por ahorcamiento en octubre de 2014 por haber asesinado a su asaltante. Publicó su versión de los hechos mientras estaba en prisión. Mohammad Mostafaei fue su primer abogado y publicó su historia en su blog. Según la ley iraní, una vez que se comprobó su culpabilidad y se consideró falsa su pretensión de legítima defensa, solo la familia de la víctima tenía derecho a detener la ejecución. A pesar de los esfuerzos de la Fiscalía, la familia de la víctima insistió en proceder con la ejecución.

## Historia del caso
En 2007, Sarbandi conoció a Jabbari, que era decoradora de interiores, en un café y la convenció para que visitara su oficina para discutir un trato comercial. Mientras estaba en la oficina, Sarbandi presuntamente intentó violar a Jabbari. Ella agarró una navaja y lo apuñaló, luego huyó de la escena y lo dejó desangrado hasta morir.[cita requerida]
La relatora de Naciones Unidas en Irán, Ahmed Shaheed, dijo que Sarbandi contrató a Jabbari para rediseñar su oficina y la llevó a un apartamento donde fue abusada sexualmente por él. La familia de Sarbandi insistió en que fue un asesinato premeditado, ya que Jabbari confesó haber comprado un cuchillo dos días antes del asesinato. Sin embargo, se sospecha que la policía la obligó a dar una confesión falsa después de que fuera torturada y cuando sus interrogadores amenazaron con dañar a su hermana. Muchos grupos internacionales de derechos humanos solicitaron repetidamente un nuevo juicio debido a la gran preocupación por la corrupción y el reiterado mal manejo del caso por parte de las autoridades iraníes.

## Arresto y juicio
Después de su arresto, Jabbari fue mantenida en régimen de aislamiento durante dos meses, sin acceso a su familia ni a un abogado. En 2009, fue sentenciada a muerte por la corte de Teherán. Según Amnistía International, Jabbari habría admitido haber apuñalado a Sarbandi, pero había afirmado también que alguien más en la casa lo habría acabado de matar.
Amnistía Internacional, Naciones Unidas y la Unión Europea habrían presionado para que le perdonaran la vida. Su castigo se pospuso desde la fecha original de abril de 2014 después de que una campaña mundial para detener su ejecución juntara 20.000 firmas.[cita requerida]
El 29 de septiembre de 2014, se anunció que su ejecución era inminente. El 1 de octubre, se hizo saber que los planes para ejecutarla se habían detenido por el momento.. Se lanzaron campañas en las redes sociales para detener su ejecución, pero Tasnim informó que los familiares de Jabbari no consintieron el indulto de la víctima.

## Muerte y legado
Reihaneh Jabbari fue ejecutada por ahorcamiento al amanecer del 25 de octubre de 2014 en la Prisión de Gohardasht, al norte de Karaj.
La web oficial de la Organización de los Muyahidines publicó, en un artículo sin fuente que no presenta ninguna evidencia real, que Reyhaneh le había dejado a su madre un mensaje final grabado, implorándole que se asegurara de que sus órganos fueran donados de forma anónima.

## Reacciones internacionales
Amnistía Internacional comentó que Jabbari fue condenada después de una investigación defectuosa y de que sus afirmaciones de que otra persona que estaba presente en la casa mató a Sarbandi no fueron investigadas adecuadamente.
El Premio Nobel de Literatura Dario Fo dedicó a Jabbari una pintura titulada Retrato de Reyhaneh Jabbari.

## Declaración de la Fiscalía de Teherán
Después de la ejecución, y en respuesta a las reacciones nacionales e internacionales, la Fiscalía de Teherán hizo una declaración destinada a aclarar algunos de los detalles del expediente legal de Jabbari.
La Fiscalía, entre otras cosas, alegó:
- Jabbari fue investigada como sospechosa debido a la última llamada en el teléfono celular de la víctima. La policía encontró una bufanda ensangrentada, un cuchillo ensangrentado y la cubierta original del cuchillo en el lugar de Jabbari.
- Jabbari aceptó que había comprado el cuchillo dos días antes del incidente.
- Jabbari había enviado un mensaje de texto a un amigo suyo tres días antes del incidente diciendo "Creo que lo mataré esta noche".
- Jabbari afirmó por primera vez la participación de un hombre diferente llamado "Sheikhi" en el incidente. Después de que no pudiera identificar al hombre, dijo que su declaración original era falsa y que solo había tratado de descarrilar la investigación.
- Las denuncias que Jabbari hizo en los últimos meses (antes de la ejecución), fueron solo una repetición de sus denuncias anteriores que fueron investigadas una a una y encontradas infundadas por los cinco jueces del juzgado penal de la provincia y los jueces de la Corte Suprema de la Nación. A pesar de eso, la Fiscalía habría hecho todo lo posible por unir a las dos familias. La familia de la víctima finalmente se negó a perdonar a Jabbari, asegurando su ejecución.